# Donkorkrom

Donkorkrom är en ort i sydöstra Ghana. Den är huvudort för distriktet Kwahu Afram Plains North, och folkmängden uppgick till 14 239 invånare vid folkräkningen 2010.